# Veia ázigo
A veia ázigo é uma veia do tórax que possui como tributárias diretas a maioria das veias intercostais posteriores direitas. É importante notar que comumente drenam diretamente para a veia ázigo apenas as veias intercostais direitas do 4º ao 11º espaço intercostal. A primeira veia intercostal posterior de ambos os lados normalmente drena diretamente para a veia braquiocefálica correspondente enquanto a 2º, 3º e às vezes a 4º formam a veia intercostal superior. Além dessas, possui como tributárias a veia intercostal superior direita(a esquerda comumente drena diretamente para a veia braquiocefálica esquerda), hemiázigo e hemiázigo acessória. A veia ázigo, em sua porção superior, descreve um arco e termina por tributar na veia cava superior. Esta veia, em conjunto com as intercostais posteriores e as veias hemiázigo e hemiázigo acessória, forma a anastomose venosa retropleuroperitoneal. Ela conecta os sistemas de veia cava superior e veia cava inferior e pode fornecer um caminho alternativo para o sangue para o átrio direito quando qualquer uma das venae cava é bloqueada.
A palavra ázigo vem do grego: zig significa par, e a dá a ideia de ausência. Portanto, ázigo significa "sem par", referência à sua existência apenas no antímero direito do corpo na anatomia normal.